# Puliciphora jacquemarti
Puliciphora jacquemarti är en tvåvingeart som beskrevs av Ronald Henry Lambert Disney 2005. Puliciphora jacquemarti ingår i släktet Puliciphora och familjen puckelflugor.
Artens utbredningsområde är Puerto Rico. Inga underarter finns listade i Catalogue of Life.